# Holmes komet
Holmes komet eller 17P/Holmes är en periodisk komet i solsystemet upptäckt av den brittiske amatörastronomen Edwin Holmes den 6 november, 1892. Sent i oktober 2007 ökade kometens ljusstyrka enormt med nära en miljon gånger under ett par timmar. Totalt förändrades den skenbara magnituden från 17 till 2,8  och var då synlig för blotta ögat.

## Upptäckten
E. Holmes undersökte området runt Andromedagalaxen när han gjorde den förvånade upptäckten som han först tog för att vara galaxen. Man hade inledningsvis svårigheter att bestämma en omloppsbana vilket gjorde att den först misstogs för att vara den försvunna 3D/Biela. Vid upptäckten hade kometen redan passerat sitt perihelium sedan fem månader och den hade varit närmast jorden en månad tidigare. Orsaken till att den först blev synlig i november var att den plötsligt hade blivit mycket ljusare. Den var synlig för blotta ögat fram till slutet av november. Den blev åter plötsligt ljusare i januari då den åter var synlig för blotta ögat en period. 

## Återupptäckten
Vid de följande periheliumpassagen 1899 och 1906 observerades en oansenlig komet. Efter 1906 gjordes återkommande försök att finna kometen men utan resultat. 1963 hade B. G. Marsden tagit hjälp av datorer för att beräkna var kometen fanns och kom fram till att dess omloppsbana förändrats något på grund av Jupiters och Saturnus gravitation så att omloppstiden ökat från 6,86 år till 7,35 år. Kometen återfanns av E. Roemer i november 1964 och har observerats vid varje passage sedan dess. 